# Gold Ballads (album des Scorpions)
Albums de Scorpions
Hot & Heavy
(1984) Best of Scorpions Vol. 2
(1984)
L'album Gold Ballads est une compilation du groupe allemand de hard rock Scorpions sortie le 13 octobre 1984.

## Liste des titres 0:28:00
| No  | Titre                        | Paroles | Musique | Album        | Durée |
| --- | ---------------------------- | ------- | ------- | ------------ | ----- |
| 01. | Still Loving You             |         |         | Gold Ballads | 06:27 |
| 02. | Holiday                      |         |         | Gold Ballads | 06:31 |
| 03. | When The Smoke is Going Down |         |         | Gold Ballads | 03:50 |
| 04. | Always Somewhere             |         |         | Gold Ballads | 04:54 |
| 05. | Lady Starlight               |         |         | Gold Ballads | 06:18 |

Source des titres et durées.